# Ibaraki, Osaka

Ibaraki (茨木市 Ibaraki-shi?) este un municipiu din Japonia, prefectura Osaka.